# Пхипхи

Карта островов Пхипхи

Пхипхи (тайск. หมู่เกาะพีพี или Пхи-Пхи согласно транскрипции) — острова близ побережья Таиланда, между материком и островом Пхукет. Часть провинции Краби. Острова Пхипхи состоят из двух основных (Пхи-Пхи-Дон и Пхи-Пхи-Ле) и 4 крошечных островов.
Острова сильно пострадали от потрясшего весь Индийский океан цунами в декабре 2004 года, погибло около 2 тыс. человек (в том числе 1200 до сих пор числятся пропавшими без вести). Архипелаг известен тем, что здесь проходили съёмки фильма «Пляж» с Леонардо Ди Каприо в главной роли.

## Этимология и русскоязычное написание названия
Название архипелага происходит из малайского языка. В оригинале оно звучало как ‘Пулау Апи-Апи’ (малайск. Pulau Api-Api), что буквально переводится как «Пылающий остров» или «Остров огней». Скорее всего, данное имя восходит к ‘Покок Апи-Апи’ (малайск. Pokok Api-Api), или «Огненному дереву», как малайцы называют Авиценнию морскую (Avicennia marina), которая прежде, до катастрофического цунами, росла по всем островам архипелага.
Название островов в тайском языке передаётся с помощью сочетания букв พ (пхопхан) и диакритических знаков пхинтуи «И», а именно, как พีพี, и произносится с заметным придыханием. При этом следует иметь в виду, что в тайском языке придыхательные согласные выделяются особо. В латинской транскрипции, согласно правилам Королевской тайской общей системы транскрипции (Royal Thai General System of Transcription — RTGS), для обозначения придыхания используется буква h (эйч), что явно отражается в англоязычном названии острова, Phi Phi.

## Пхи-Пхи-Дон
Пхи-Пхи-Дон является главным и единственным населённым островом архипелага. Площадь — 28 км². Пхи-Пхи-Дон состоит из двух известняковых монолитов, соединённых песчаной косой длиной около километра и минимальной шириной около 150 м. На косе располагается основное поселение и со стороны бухты Тон-Сай находится причал, способный принимать небольшие морские суда.
Пхи-Пхи-Дон — полностью пешеходный остров только в зоне песчаной косы, здесь не разрешено движение никаких транспортных средств (исключение составляет транспорт полиции и скорой помощи), люди передвигаются пешком, на велосипедах, а грузы толкают перед собой в тележках.

## Пхи-Пхи-Ле
Пхи-Пхи-Ле представляет собой известняковый монолит, вертикально поднимающийся из воды по большей части берегов. Площадь — 6,6 км².
В пещерах на острове Пхи-Пхи-Ле местные жители с помощью бамбуковых шестов взбираются на головокружительную высоту за ласточкиными гнёздами, которые впоследствии, будучи проданы за баснословные деньги, используются для приготовления деликатесных супов. Основным местом сбора является пещера Викингов.